# ジー・モード
株式会社ジー・モード（英: G-MODE Corporation）は、東京都品川区に本社を置く日本のIT関連企業。
株式会社マーベラスの連結子会社。

## 概要
携帯電話やゲーム機向けにゲームを開発している。代表作は『空気読み。』シリーズや『フライハイト』シリーズなど。
かつて存在したゲーム会社であるデータイーストの版権を所有しており、バーチャルコンソールやゲームアーカイブスなどに移植して配信している。
2000年代にはハドソンやドワンゴと並び、日本の高機能携帯電話（フィーチャーフォン）にゲームを提供する代表的なメーカーであった。『テトリス』などの有名人気ゲームの版権を多数持っていたのに加え、自社オリジナル作品でもヒット作を多数リリースした。当時は各携帯電話キャリアの公式サイト向けゲームコンテンツの制作・開発・配信が主力であり、一方で自社ゲームサイトでの配信や、SNSのmixi、GREE、モバゲータウンなどの携帯ゲームコーナーへのゲーム提供も行っていた。当時の主なゲームは2020年より「G-MODEアーカイブス」としてNintendo Switchに移植されている。
2010年代初頭のアプリックス傘下時代は、同じくアプリックス傘下だったAICが制作したアニメーション作品のパッケージソフト発売や、無料ウェブコミック誌『COMIC メテオ』・『COMIC ポラリス』の運営、同誌掲載漫画作品の編集、新人賞「G-mode新人コミック大賞」の主催などをしていた。

## 沿革

### フィーチャーフォン向けゲーム会社として創業
株式会社ゲームアーツの創設者で、『シルフィード』（1993年）『ガングリフォン』（1996年）『グランディア』（1997年）などを制作したゲームクリエーターの宮路武によって2000年に設立された。コンシューマ事業と並行していた当時の競合ゲーム会社に対して、ジー・モードは当初よりフィーチャーフォン向けアプリを専門としていた点が特徴であった。
2001年1月からNTTドコモがJavaアプリケーション「iアプリ」のサービスを開始したのに合わせ、iアプリゲームの販売を開始した。2001年1月に配信された『テトリス』と『オセロ』が最初の作品である。新設のメーカーながら、有名な2つのゲームの版権が取れたことは大きく、設立から2期目で早くも黒字化する。ドコモのN503i（2001年）が出てから売り上げが跳ね上がったという。上場した2002年の時点で、日本の携帯電話キャリア3社のうちNTTドコモとの取引が72.5％と、ドコモが圧倒的だったが、一方でドコモ一強に偏らず、J-PHONEのJavaアプリやKDDIのBREWなど、他社携帯電話向けのサービスも展開した。
ジー・モードが運営するiアプリ対応のアプリ配信サイトである「Get!!プチアプリ」（月額100円）は、2001年11月にiアプリのゲーム配信サイトで会員数1位となり、フィーチャーフォン終焉期となる2011年までそのまま首位を保った。ネット対戦に対応した「対戦ぐるじゃむ」（月額300円）は、iアプリのゲーム配信サイトで2位で、ジー・モードはその他のサイトも含めると上場した2002年時点で合計140万人のユーザーを抱えた。「Get!!プチアプリ」は、最盛期には会員数が100万人を突破し、最大のヒット作である『テトリス』は400万人が遊んだという 。

#### 2001年当時のモバイルゲームの状況
コンシューマーで数々の硬派なゲームを製作してきた宮路武が、ケータイで全く畑違いのゲームを作り、かなりの人気を集めているということで、2001年当時は注目された。
2001年当時にジー・モードの副社長を務めていた宮路武は、Game Watchの船津稔とのインタビューの中で「複数人による会議によってゲームのラインナップを決めており、自分たちが楽しいかどうかが大前提とした上で、様々なユーザに思い入れを感じてもらえるものを選んでいる」と話しており、「独創性が無ければ現代では通用しない」とも述べている。例えば『電卓インベーダー』という作品は、30代のユーザにノスタルジーを感じてもらうのと10代のユーザに「20年前の電卓を用いたゲーム」として好奇心を誘発させるために選ばれた。
宮路は船津とのインタビューの中で非常に評判が良かったと語っており、10代から20代を中心に幅広い層が展開されつつも30代が少なく、40代以降がまた多いとも述べている。また対戦ゲームでは若いユーザが多く、「Get!!プチアプリ」では40代のユーザが多かったとも話している。
その一方で宮路は新作を求める層が増えていることも認めており、旧作と新作のダウンロード数が拮抗しているとも話している。
宮路は2001年当時のiアプリのプレイ時間帯のピークは23:00 - 25:00頃であることから、ちょっと気軽に遊べるような作品が求められているとした上で、制作にあたっては5分 - 20分程度に遊べるようにしていると述べ、超過するようであれば目安時間内に収まるようにしていると話している。船津から「5分で遊べるRPGは面白そうだがそれをRPGと呼べるかどうか分からない」と質問された際、宮路は発想を逆転させるだけでよいのでありうると思うと答えており、従来の家庭用ゲーム機向けRPGでもプレイ時間を想定して作っている為、そのようなものをカットすればより短くなると説明している。

### 2G後期から3G時代
2004年には『フライハイトクラウディア』をリリース。それまでの携帯電話向けゲームは空き時間に5分くらいで気軽に遊べるようなカジュアルなゲームや、『テトリス』（2001年）や『平安京エイリアンDX』（2003年）など昔のゲームの移植が主流で、オリジナル大作RPGが珍しかったのもあって大ヒットとなった。2009年までにシリーズ4作がリリースされ、シリーズ累計で150万本が販売された。
2000年代中頃より、従来の2GケータイからドコモのFOMAやKDDIのcdmaOneなど3Gケータイへの移行が始まる。画面サイズも大きくなり、ゲームの容量も大きくなって、開発は大変になったが、ジー・モードはこれにキャッチアップした。最大10MBのゲームが扱える「メガアプリ」の登場直後となる2005年には、メガアプリに対応した『ケータイ少女』（2005年、40万本）をリリースするなど、ジー・モードは当時の携帯電話の進化に合わせてクオリティの高いゲームを大量にリリースした。
この時期の代表作『空気読み。』（2008年、シリーズ累計600万本）『史上最強 宮本ジュリア』（2008年）などは、後にNintendo Switchなどに移植されている。

### アプリックス傘下に
2009年、フィーチャーフォンのプラットフォーム開発メーカーであったアプリックスと提携し、2011年にはアプリックスに買収される。スマートフォンの普及に伴うフィーチャーフォン市場の消滅に際して、アプリックスはゲーム会社やアニメ会社を買収し、宮路のジー・モードを核としたコンテンツグループ「ガイアホールディングス」に変革することで生き残りを図ろうとしていた。
しかし、2011年に宮路が急逝。数年先の売上まで予測できた宮路の精密な損益シミュレーションに依存していたガイアホールディングスは宮路の死去によってメディアコンテンツ部門を扱うことが困難となった。ジー・モードは2011年から2012年にかけて各携帯キャリア向けにスマートフォン向け公式ゲーム配信サービス「テトリス＆Getプチアプリ」をオープンするなど、スマートフォン時代に入ってもフィーチャーフォン時代と同じキャリアの公式サイトでの月額課金というビジネスに頼り切り、スマートデバイス向けアプリの開発で出遅れたこともあって、2012年に大きな赤字を出したため、ガイアホールディングスは自社グループを解体して元の組込開発メーカー「アプリックス」に戻る方針を取り、2014年にジー・モードを元セガ社長の中山隼雄が率いるゲーム会社であるONE-UPに売却した。
2014年、ONE-UPはジー・モードと合併し、商号を「ジー・モード」へ変更。ONE-UPとの合併に伴い、旧ジー・モードはスマートフォン向けアプリ開発のノウハウを着実に蓄積した。中山隼雄は2015年、息子の中山晴喜が率いるマーベラスへジー・モードを売却した。

### PC・家庭用ゲーム機向けソフトの販売
マーベラスの傘下に入ったことで、ジー・モードはモバイルゲーム専業から多様なプラットフォームに向けた展開を行っていく。
2017年12月、マーベラスの副社長・青木利則がジー・モード代表取締役に就任。2018年3月、青木社長はギークスから竹下功一を呼び寄せ、既存事業の継続がメインだったジー・モードを変革し、新たな事業を始めるように命じる。だが予算や結果を出すまでの時間が足りない為、竹下はギークス時代にニンテンドー3DS向けのダウンロードサービスを手掛けていた経験を生かしてNintendo Switchのダウンロードゲームの制作・販売を思い立ち、ジー・モードの作品の中から『空気読み。』『鳥魂』『バーガータイム』をSwitchへの移植候補として選定した。
2か月後の2018年5月には『空気読み。』のSwitch化プロジェクトが始動し、Unityで作られたスマートフォン版をもとに問題をアレンジしたり、2人用モードを追加した。そして、約3か月後の8月30日には『みんなで空気読み。』という題名でNintendo Switch用ソフトとして発売された。翌年に続編となる『みんなで空気読み。2～令和～』を発売した際、前作となる『みんなで空気読み。』を日本国外向けに発売したところ、実況動画が上がる程のヒットを見せた。これを受け『みんなで空気読み。2～令和～』もローカライズし、PlayStation 4やSteamにも展開した。
竹下は次の1年に何をすべきか迷い、より早くジー・モードの家庭用ゲーム機向けダウンロード作品を増やそうかと考える中で、過去にフィーチャーフォン向けに発売した作品の復刻版の発売を思い立ち、2020年より「G-MODEアーカイブス」が開始された。2020年4月、「G-MODEアーカイブス」の第1弾となる『フライハイトクラウディア』がNintendo Switchで発売された。

## 沿革

### 現：ジー・モード（旧：ONE-UP）
- 2006年（平成18年）6月 - 株式会社ジョインとして東京都豊島区池袋に設立。
- 2008年（平成20年）5月 - ONE-UP株式会社へ社名変更。
- 2011年（平成23年）
  - 10月 - 本社を東京都中央区銀座に移転。
  - 12月 - One-Up Asia Holdings Pte Ltd.設立。
- 2012年（平成24年）3月 - 株式会社ディー・エフ・キューと合併。
- 2013年（平成25年）2月 - 台湾スタジオ設立。
- 2014年（平成26年）
  - 3月 - 旧ジー・モードと合併し株式会社ジー・モードに社名を変更、本社を新宿区西新宿に移転。
  - 4月 - 社長を一般公募。最終面接は夏野剛、久夛良木健、森下一喜が行うとされていた[11]が、その後の動向は公表されていない。
- 2015年（平成27年）
  - 4月 - マーベラスの子会社となる。マーベラス役員の加藤征一郎が社長に就任。
  - 9月 - 本社を品川区東品川に移転。
- 2017年（平成29年）12月 - マーベラスの副社長の青木利則が代表取締役に就任[1]。

### 旧：ジー・モード
- 2000年（平成12年）7月 - 髙見富夫により会社設立[4]。株主はアトラス、ゲームアーツ、角川出版事業振興基金に加え、携帯電話販売会社である兼松コンピューターシステムが名を連ねた[4]。
- 2001年（平成13年） - NTTドコモ・J-フォングループ（現・ソフトバンクモバイル）・KDDIグループに携帯電話ゲームコンテンツの配信開始。
- 2002年（平成14年）10月 - 株式を店頭登録（後のジャスダック）[4]。
- 2007年（平成19年）12月 - mixiに携帯電話フラッシュゲームコンテンツの提供開始。
  - ガンホー・オンライン・エンターテイメントとの資本・業務提携を解消。
- 2009年（平成21年）5月 - 株式会社アプリックス（現・アプリックスIPホールディングス株式会社）と業務・資本提携契約を締結。
- 2010年（平成22年）
  - 1月
    - モバゲータウン向けサービスを開始。
    - 株式会社アプリックスが親会社となる。

  - 10月 - GREE向けサービスを開始。
- 2011年（平成23年）12月 - ガイアホールディングス株式会社との株式交換により、ジャスダック上場廃止。
- 2013年（平成25年）4月 - 親会社ガイアホールディングス株式会社がアプリックスIPホールディングス株式会社に社名変更。
- 2014年（平成26年）
  - 1月 - アプリックスIPホールディングスが保有する発行済み全株式をONE-UP株式会社に譲渡し、ONE-UPの傘下となる。
  - 3月 - ONE-UPと合併し消滅。

## 主なサービス
MOBILE
- 愛と労働の日々
- あつまれ天才オセロ
- アルティナイト
- いづみ事件ファイルシリーズ（配信停止）
- エミルクロニクルオンラインi（配信停止）
- お絵かきロジックシリーズ
- 想ひでシリーズ
- 俺の戦隊オレンジャーシリーズ
- カムラ -神々と契りし者-
- 餓狼伝説VS.ファイターズヒストリーダイナマイト
- キミキス(配信停止)
- 今日からキミも鷹の爪団
- グレゴリーホラーショー(配信停止)
- ケータイ少女シリーズ
- 空気読み。シリーズ
- クイズの王子さま
- くるりん☆カフェ
- ザ・ブラックオニキス
- 三国志年代記シリーズ
- 史上最強 宮本ジュリア
- スイートショップぷるぷる
- スカイガレオンシリーズ
- スケボーマン
- セパスチャンネル
- 千羽鶴シリーズ
- ソーサリアン
- ソード・ワールドモバイル
- ソロモンの鍵外伝（配信停止）
- 大戦略モバイル
- 鉄人28号アイアンファイト（2009年6月30日をもって配信停止）
- テトリスシリーズ
- 天使のソリティア
- トゥルーラブストーリー Summer Days,and yet... （配信停止）
- ドカベンシリーズ
- ドコモダケシリーズ（iモード専用）
- にゃんころシリーズ
- ハットリス
- バナナサンドあたまおしりゲーム[12]
- ハンドレッドドラゴン
- ビーチバレーガールしずく
- ひなちゃんシリーズ
- フライハイトクラウディアシリーズ
- フライハイトフロンティア（iモード専用）
- ヘラクレスの栄光III（配信停止）
- 魔王カムパニー
- 魔導物語（配信停止）
- マジカルドロップ
- マジカルファンタジスタ
- 勇者死す。（配信停止）
- ゆるゆる劇場シリーズ（2013年1月をもって配信停止）
- 遊々麻雀
- mystia
- ラグナロクオンラインGAMES（配信停止）
- LISMOシリーズ（EZweb専用）
- ルビィと女神の剣

Wii
- お絵かきロジック
- 天使のソリティア
- オーバーライド
- サイレントデバッガーズ
- ドロップロック ほらホラ
- ならず者戦闘部隊 ブラッディウルフ
- 魔界八犬伝 SHADA
- マジカルドロップ

### G-MODEアーカイブス
フィーチャーフォン向けに配信されていたアプリゲームを当時のままに再現したシリーズ。2020年4月16日よりNintendo Switch向けに順次配信され、2021年4月27日からはSteam向けに一部作品が配信されている。
ジー・モードへの問い合せで過去タイトル復刻希望の声が多かった事が企画立案のきっかけだが、その検討中にiモードが2025年までに完全終了するとの発表があり今後ゲームをプレイ出来なくなることやソースコード消失により復刻が困難になることが予想されるため、そうした事態を避けるという目的も含んでいる。テーマは「失われゆく、すべてのアプリを救う」。
全てのタイトルは基本的に原作を忠実に再現している。1タイトルごとにそのまま移植作業を行った場合膨大なコストがかかり採算が合わなくなることから、自社開発のフレームワーク「G-Engine」を用いて短期間での移植を実現し、自社他社問わずプログラムソースがあれば対応可能となった。

#### 配信タイトル
以下のほか、ナンバリングはされていないが、2021年11月25日発売のNintendo Switch用パッケージソフト『みんなで空気読み。1･2･3＋』には、フィーチャーフォン版の『空気読み。』がG-MODEアーカイブス形式で収録されている。

##### 2020年（26タイトル）
| No | 配信日   | タイトル                         | 対応プラットフォーム          | 備考             |
| -- | -------- | -------------------------------- | ----------------------------- | ---------------- |
| 01 | 04月16日 | フライハイトクラウディア         | Switch Steam（2021年4月27日） |                  |
| 02 | 04月23日 | 愛と労働の日々                   | Switch                        |                  |
| 03 | 04月30日 | くるりん☆カフェ                  | Switch                        |                  |
| 04 | 05月07日 | ビーチバレーガールしずく         | Switch                        |                  |
| 05 | 06月04日 | スケボーマン                     | Switch                        |                  |
| 06 | 06月25日 | 史上最強 宮本ジュリア            | Switch                        |                  |
| 07 | 07月02日 | ラブラブナックル                 | Switch                        |                  |
| 08 | 07月16日 | プッチンパズル                   | Switch                        |                  |
| 09 | 07月30日 | フライハイトクラウディア2        | Switch Steam（2021年5月25日） |                  |
| 10 | 08月06日 | 想ひでシリーズ お祭りづくし      | Switch                        |                  |
| 11 | 08月06日 | 千羽鶴                           | Switch                        |                  |
| 12 | 08月20日 | ナイトハイク                     | Switch                        |                  |
| 13 | 08月27日 | 臨時終電                         | Switch                        |                  |
| 14 | 09月03日 | mystia                           | Switch                        |                  |
| 15 | 09月10日 | ちゅら島暮らし                   | Switch Steam（2021年8月10日） |                  |
| 16 | 09月17日 | ビーチバレーガールしずく2 飛翔編 | Switch                        |                  |
| 17 | 09月24日 | フライハイトクラウディア3        | Switch Steam（2021年6月29日） |                  |
| 18 | 10月01日 | 勇者死す。ディレクターズカット   | Switch                        |                  |
| 19 | 10月08日 | マジカルドロップDX               | Switch Steam（2021年8月24日） |                  |
| 20 | 10月15日 | マジカルファンタジスタ           | Switch                        |                  |
| 21 | 10月22日 | 右脳パラダイス                   | Switch                        |                  |
| 22 | 10月29日 | ヘラクレスの栄光III 神々の沈黙   | Switch Steam（2025年3月28日） |                  |
| 23 | 11月19日 | ケータイ少女                     | Switch                        |                  |
| 24 | 12月03日 | 三国志年代記DX                   | Switch                        |                  |
| 25 | 12月10日 | TOPOLON                          | Switch                        | 日本国外でも発売 |
| 26 | 12月24日 | 俺の戦隊オレンジャー             | Switch                        |                  |

##### 2021年（13タイトル）
| No | 配信日   | タイトル                             | 対応プラットフォーム          | 備考                                |
| -- | -------- | ------------------------------------ | ----------------------------- | ----------------------------------- |
| 27 | 01月14日 | 忍者のガッコ                         | Switch                        |                                     |
| 28 | 01月21日 | セパスチャンネル                     | Switch Steam（2021年7月27日） |                                     |
| 29 | 01月28日 | ZANAC                                | Switch                        | 日本国外でも発売                    |
| 30 | 02月18日 | ソーサリアン                         | Switch                        | 『アドバンスド ソーサリアン』を移植 |
| 31 | 02月25日 | いれかえIQクロスワード DX            | Switch                        |                                     |
| 32 | 03月04日 | 魔王カムパニー                       | Switch                        |                                     |
| 33 | 04月01日 | TETRIS® DIAMOND                      | Switch                        |                                     |
| 34 | 04月15日 | 魔城っ娘プリンセス                   | Switch                        |                                     |
| 35 | 07月01日 | マジカルファンタジスタ2              | Switch                        |                                     |
| 36 | 07月21日 | ビーチバレーガールしずく3 世界大会編 | Switch                        |                                     |
| 37 | 07月21日 | 萌えスロ☆ビーチのしずく              | Switch                        |                                     |
| 38 | 09月16日 | mystia2                              | Switch                        |                                     |
| 39 | 09月24日 | フライハイトクラウディア4 永遠の絆   | Switch,Steam                  |                                     |

##### 2022年（4タイトル）
| No | 配信日   | タイトル                        | 対応プラットフォーム | 備考 |
| -- | -------- | ------------------------------- | -------------------- | ---- |
| 40 | 01月13日 | カムラ －神々と契りし者－       | Switch               |      |
| 41 | 02月03日 | いづみ事件ファイル Vol.1 潮騒編 | Switch               |      |
| 42 | 05月26日 | いづみ事件ファイル Vol.2 黄昏編 | Switch               |      |
| 43 | 10月13日 | いづみ事件ファイル Vol.3 湯宿編 | Switch               |      |

##### 2023年（10タイトル）
| No | 配信日   | タイトル                                    | 対応プラットフォーム | 備考 |
| -- | -------- | ------------------------------------------- | -------------------- | ---- |
| 44 | 03月08日 | DRAGON×DRAGON                               | Switch               |      |
| 45 | 03月16日 | ちゅら海物語                                | Switch               |      |
| 46 | 03月23日 | ケータイ少女-恋＋姫- 恋に落ちたシンデレラ姫 | Switch               |      |
| 47 | 04月06日 | 12GEMs                                      | Switch               |      |
| 48 | 07月13日 | DRAGON×DRAGON2                              | Switch               |      |
| 49 | 10月26日 | グレゴリーホラーショー                      | Switch,Steam         |      |
| 50 | 10月26日 | ミッドナイトホラースクール                  | Switch,Steam         |      |
| 51 | 11月22日 | トリオ・ザ・パンチ                          | Switch               |      |
| 52 | 11月29日 | バーガータイム                              | Switch               |      |
| 53 | 12月07日 | 大宴会部長                                  | Switch               |      |

##### 2025年
| No | 配信日     | タイトル                 | 対応プラットフォーム | 備考                                              |
| -- | ---------- | ------------------------ | -------------------- | ------------------------------------------------- |
| 54 | 02月20日   | マジカルファンタジスタ3  | Switch               |                                                   |
| 55 | 05月08日   | サイドポケット           | Switch               |                                                   |
| 56 | 06月05日   | mystia3                  | Switch               |                                                   |
| 57 | 07月03日   | ぴょんぴょんアスレチック | Switch               | 『Vol.1』と『Vol.2』と『Expert』の3タイトルを収録 |
| 58 | 配信日未定 | 激弾娘 あかね ＆ あおい  | Switch               |                                                   |

### G-MODEアーカイブス+
ジー・モード以外のメーカーがかつて配信していたフィーチャーフォン向けタイトルを忠実に再現し遊べるようにした新レーベル。2021年3月18日よりNintendo Switch向けに配信開始され、同年11月16日からはSteam向けに一部作品が配信されている。

#### 配信タイトル

##### 2021年（20タイトル）
| 配信日   | タイトル                                            | ブランド                        | 対応プラットフォーム           | 備考                                             |
| -------- | --------------------------------------------------- | ------------------------------- | ------------------------------ | ------------------------------------------------ |
| 03月18日 | 探偵・癸生川凌介事件譚 Vol.1 「仮面幻想殺人事件」   | And Joy （旧社名:元気モバイル） | Switch Steam（2023年3月9日）   |                                                  |
| 04月08日 | 探偵・癸生川凌介事件譚 Vol.2 「海楼館殺人事件」     | And Joy                         | Switch Steam（2023年3月9日）   |                                                  |
| 04月28日 | シティコネクション・ロケット                        | ジャレコ                        | Switch                         |                                                  |
| 05月06日 | 探偵・癸生川凌介事件譚 Vol.3 「死者の楽園」         | And Joy                         | Switch Steam（2023年3月9日）   |                                                  |
| 05月20日 | 怒首領蜂大往生DX                                    | ケイブ                          | Switch Steam（2021年11月16日） |                                                  |
| 05月27日 | 魔王が墜ちる日                                      | ジャレコ                        | Switch                         |                                                  |
| 06月03日 | ぶらり・世界ウンテイ                                | ハッピーミール                  | Switch                         |                                                  |
| 06月17日 | 忍者じゃじゃ丸くん・乱舞                            | ジャレコ                        | Switch                         |                                                  |
| 06月24日 | 探偵・癸生川凌介事件譚 Vol.4 「白鷺に紅の羽」       | And Joy                         | Switch Steam（2023年3月9日）   |                                                  |
| 07月08日 | 弾幕検定死験-大往生編-                              | ケイブ                          | Switch Steam（2022年1月20日）  |                                                  |
| 07月29日 | 探偵・癸生川凌介事件譚 Vol.5 「昏い匣の上」         | And Joy                         | Switch Steam（2023年3月9日）   |                                                  |
| 08月05日 | ケツイ～絆地獄たち～DX                              | ケイブ                          | Switch                         |                                                  |
| 08月11日 | 探偵・癸生川凌介事件譚 Vol.6 「対交錯事件」         | And Joy                         | Switch Steam（2023年3月9日）   |                                                  |
| 08月19日 | トンデモ西ブー記2 パリ・ブタール ラリー             | ハッピーミール                  | Switch                         |                                                  |
| 09月30日 | 弾幕検定死験-ケツイ編-                              | ケイブ                          | Switch                         |                                                  |
| 10月07日 | 探偵・癸生川凌介事件譚 Vol.7 「音成刑事の捜査メモ」 | And Joy                         | Switch Steam（2023年3月9日）   |                                                  |
| 10月21日 | モモコ1200%                                         | ジャレコ                        | Switch                         |                                                  |
| 11月04日 | 探偵・癸生川凌介事件譚 Vol.8 「仮面幻影殺人事件」   | And Joy                         | Switch Steam（2023年3月9日）   | 『仮面幻影殺人事件イントロダクション』も同時収録 |
| 12月23日 | アイドル雀士スーチーパイ・ミルキーの野望            | ジャレコ                        | Switch                         |                                                  |
| 12月24日 | 探偵・癸生川凌介事件譚 Vol.9 「五月雨は鈍色の調べ」 | And Joy                         | Switch Steam（2023年3月9日）   |                                                  |

##### 2022年（5タイトル）
| 配信日   | タイトル                                       | ブランド                        | 対応プラットフォーム           | 備考 |
| -------- | ---------------------------------------------- | ------------------------------- | ------------------------------ | ---- |
| 03月17日 | 三國フィールドコンバット                       | ジャレコ                        | Switch                         |      |
| 04月28日 | 探偵・癸生川凌介事件譚 Vol.10 「永劫会事件」   | And Joy （旧社名:元気モバイル） | Switch Steam（2023年3月9日）   |      |
| 07月14日 | 女神転生外伝 新約ラストバイブル                | アトラス                        | Switch Steam（2022年12月13日） |      |
| 09月29日 | 女神転生外伝 新約ラストバイブルII 始まりの福音 | アトラス                        | Switch Steam（2022年12月13日） |      |
| 11月24日 | 女神転生外伝 新約ラストバイブルIII 夢幻の英雄  | アトラス                        | Switch Steam（2022年12月13日） |      |

##### 2023年（17タイトル）
| 配信日   | タイトル                                                            | ブランド                        | 対応プラットフォーム          | 備考                                            |
| -------- | ------------------------------------------------------------------- | ------------------------------- | ----------------------------- | ----------------------------------------------- |
| 04月16日 | 探偵・癸生川凌介事件譚 Vol.11 「あねの壁」                          | And Joy （旧社名:元気モバイル） | Switch Steam（2023年5月9日）  |                                                 |
| 05月11日 | サイコミステリー・シリーズ Vol.1 「THREE -三つの記憶-」             | And Joy                         | Switch                        |                                                 |
| 05月18日 | 藤堂龍之介探偵日記 Vol.1 「琥珀色の遺言～西洋骨牌連続殺人事件～」   | アルティ                        | Switch                        | 『虚妄の報い～琥珀色の遺言 追補篇～』も同時収録 |
| 06月01日 | 探偵・癸生川凌介事件譚 Vol.12 「泣かない依頼人」                    | And Joy                         | Switch,Steam                  |                                                 |
| 06月15日 | ゲーム天国                                                          | ジャレコ                        | Switch                        |                                                 |
| 06月22日 | サイコミステリー・シリーズ Vol.2 「Angel Cry」                      | And Joy                         | Switch                        |                                                 |
| 07月06日 | アイドル雀士スーチーパイ                                            | ジャレコ                        | Switch                        |                                                 |
| 07月27日 | サイコミステリー・シリーズ Vol.3 「Sin -罪-」                       | And Joy                         | Switch                        | 導入編も同時収録                                |
| 08月03日 | 燃えプロ（燃えろ！！プロ野球）                                      | ジャレコ                        | Switch                        |                                                 |
| 08月18日 | 藤堂龍之介探偵日記 Vol.2 「黄金の羅針盤～翔洋丸桑港航路殺人事件～」 | アルティ                        | Switch                        |                                                 |
| 09月07日 | モモコの火星ボウリング ～ラ・マーズカップ～                         | ジャレコ                        | Switch                        |                                                 |
| 09月14日 | 女神異聞録ペルソナ 異空の塔編                                       | アトラス                        | Switch Steam（2023年9月29日） |                                                 |
| 09月28日 | サイコミステリー・シリーズ Vol.4 「Innocent Noise」                 | And Joy                         | Switch                        | 導入編も同時収録                                |
| 10月05日 | 藤堂龍之介探偵日記 Vol.3 「瑠璃色の睡蓮～伍彩龍伝説連続殺人事件～」 | アルティ                        | Switch                        |                                                 |
| 11月02日 | サイコミステリー・シリーズ Vol.5 「Cold Rain」                      | And Joy                         | Switch                        | 導入編も同時収録                                |
| 11月16日 | 魔神転生 blind thinker                                              | アトラス                        | Switch,Steam                  |                                                 |
| 12月21日 | 探偵・癸生川凌介事件譚 Vol.13 「黄昏は瑠璃の追憶」                  | And Joy                         | Switch,Steam                  |                                                 |

##### 2024年（12タイトル）
| 配信日   | タイトル                                                      | ブランド                        | 対応プラットフォーム | 備考                                |
| -------- | ------------------------------------------------------------- | ------------------------------- | -------------------- | ----------------------------------- |
| 01月18日 | 藤堂龍之介探偵日記 Vol.4 「亜鉛の匣舟～相馬邸連続殺人事件～」 | アルティ                        | Switch               |                                     |
| 01月25日 | ジャレコスーパーテニス ～ヒロインズカップ～                   | ジャレコ                        | Switch               |                                     |
| 02月08日 | サイコミステリー・シリーズ Vol.6 「Bloody Tears」             | And Joy （旧社名:元気モバイル） | Switch               | 導入編も同時収録                    |
| 03月07日 | 探偵・癸生川凌介事件譚 Vol.14 「螺旋の棺殺人事件」            | And Joy                         | Switch,Steam         |                                     |
| 06月06日 | ペルソナ3 アイギス THE FIRST MISSION                          | アトラス                        | Switch,Steam         |                                     |
| 07月04日 | 川のぬし釣り2                                                 | マーベラス                      | Switch               |                                     |
| 07月18日 | アーガスDX                                                    | ジャレコ                        | Switch               |                                     |
| 08月09日 | 探偵・癸生川凌介事件譚 Vol.15 「逢魔が刻の狂詩曲」            | And Joy                         | Switch,Steam         |                                     |
| 09月05日 | 牧場物語モバイル Life&Love                                    | マーベラス                      | Switch,Steam         | 「for Boy」と「for Girl」を同時収録 |
| 10月03日 | うたかたのそら                                                | アルティ                        | Switch               | 外伝『本屋の住人』を同時収録        |
| 10月17日 | 藤堂龍之介探偵日記 Vol.5 「泪色の雫～亀蔵酒造殺人事件～」     | アルティ                        | Switch               |                                     |
| 12月05日 | スピカアドベンチャー                                          | タイトー                        | Switch               |                                     |

##### 2025年
| 配信日     | タイトル                                                          | ブランド                        | 対応プラットフォーム        | 備考                                          |
| ---------- | ----------------------------------------------------------------- | ------------------------------- | --------------------------- | --------------------------------------------- |
| 01月09日   | サイコミステリー・シリーズ Vol.7 「横浜牧師館殺人事件」           | And Joy （旧社名:元気モバイル） | Switch                      |                                               |
| 01月23日   | 探偵・癸生川凌介事件譚 Vol.16 「淡雪は緋の哀しみ」                | And Joy                         | Switch Steam(2025年1月28日) |                                               |
| 03月06日   | 藤堂龍之介探偵日記 Vol.6 「柘榴の天鏡～吉祥仲秋祭連続殺人事件～」 | アルティ                        | Switch                      | 『逃避の終章〜柘榴の天鏡 事端篇〜』も同時収録 |
| 03月29日   | 牧場物語モバイル みのりの島                                       | マーベラス                      | Switch,Steam                | 「for Boy」と「for Girl」を同時収録           |
| 04月16日   | ARMORED CORE MOBILE MISSION                                       | フロム・ソフトウェア            | Switch Steam(2025年4月30日) |                                               |
| 04月24日   | 真・女神転生-20XX                                                 | アトラス                        | Switch Steam(2025年5月14日) |                                               |
| 05月22日   | サイコミステリー・シリーズ Vol.8 「イザナミの花婿」               | And Joy                         | Switch                      |                                               |
| 06月19日   | ARMORED CORE MOBILE 2                                             | フロム・ソフトウェア            | Switch Steam                |                                               |
| 07月17日   | 魔王が墜ちる日II                                                  | ジャレコ                        | Switch                      |                                               |
| 08月07日   | 探偵・癸生川凌介事件譚 Vol.17 「御堂丸邸事件」                    | And Joy                         | Switch Steam(2025年8月20日) |                                               |
| 配信日未定 | 真・女神転生 東京鎮魂歌                                           | アトラス                        | Switch Steam                |                                               |
| 配信日未定 | エクセリオンDX                                                    | ジャレコ                        | Switch                      |                                               |

## 役員
- 代表取締役 - 加藤征一郎
- 取締役 - 青木利則

## 過去の所属スタッフ
- プロデューサー
  - 桑原敏道：フライハイトクラウディア、ソーサリアン、ソード・ワールドmobile、ハットリス、対戦オセロ、いづみ事件ファイル
  - 河上京子：ゆるゆる劇場、勇者死す。、魔王カムパニー、ドラゴン×ドラゴン、マジカルファンタジスタ、12GEMS、俺の戦隊オレンジャー
  - 長木一記：mystia、ケータイ少女、にゃんころ、アルティナイト、ルビィと女神の剣、いづみ事件ファイル
  - 森泰樹：いづみ事件ファイルII、ポケットラリーBATTLE、サーフィンスピリット、サッカーレインボーストライカー、フライハイトクラウディア2 - 4
- ディレクター
  - 宮崎伸周：ピエールと海賊の砦、にゃんころ〜不思議な生活〜
  - 早貸久敏：フライハイトクラウディア1･4、ソード・ワールドmobile(フライハイトクラウディア4担当は退社後)
  - 倉林健治：mystia3、三国志年代記、遊々麻雀2DX、にゃんころ〜不思議な農村〜
  - 栗田祐介：マジカルファンタジスタ3、魔王カムパニー、空気読み。、俺の戦隊オレンジャー、史上最強 宮本ジュリア
  - 大戸克一：アルティナイト、ルビィと女神の剣
  - 古谷昌昭：ケイバモノガタリG、フライハイトクラウディア2 - 4
  - 風間正人：いづみ事件ファイルII、ドカベン、史上最強 宮本ジュリア
  - 綾部史剛：ビーチバレーガールしずく
  - 畠山裕次：カプラクエスト
  - 高畠賛：推理パズル
  - 南達也：ダヴィンチ・ストーン
  - 落合智章：AIR TRICK JAM
  - 清田貴史：おばあちゃんち
  - 榎本和生：ラグナロクオンラインカードバトル
- キャラクターデザイナー
  - 寺田茉莉：ケータイ少女、アルティナイト、レジェンド・オブ・アクシズ、東京マボロシ奇譚、カムラ -神々と契りし者-、フライハイトフロンティア

## 外部クリエーター
- 遠藤雅伸（ゲームデザイナー）：三国志年代記、右脳パラダイス、ケータイ社長など
- 飯淳（ゲームプロデューサー）：勇者死す。
- 桝田省治（ゲームデザイナー）：勇者死す。
- 山下しゅんや（キャラクターデザイナー）：勇者死す。
- 伊藤賢治（サウンドクリエーター）：勇者死す。
- 西山英一（ゲームプロデューサー）：いづみ事件ファイル、彼なりの純情
- 大久保薫（サウンドクリエーター）：ケータイ少女
- 青木俊直（キャラクターデザイナー）：ゆるゆる劇場
- 鈴木香織（キャラクターデザイナー）：フライハイトクラウディア、mystia(フライハイトクラウディア4以外はジー・モード所属時に担当)
- 大味健一郎（ゲームデザイナー）：ゴーストピンボール、ケイバモノガタリ、いづみ事件ファイルシリーズなど

## 過去の主なグループ会社
- ガンホー・オンライン・エンターテイメント
- アプリックス
- iaSolution
- アニメインターナショナルカンパニー
- フレックスコミックス
- ほるぷ出版